# ZUP
A ZUP egy magyar alternatív rockzenekar, mely 2007-ben alakult. Tagjai: Farkas Krisztina, Farkas János, Gaál Kristóf.

## Történet
A zenekar 2007-ben kezdte meg működését Záhony Unplugged Project néven. Akkortájt teljesen más volt a zenekari koncepció. Ötletes, néha meghökkentő feldolgozások szokatlan hangszereléssel. 2010 nyarán szerepeltek az MTV Icon Demjén Ferenc előtt tisztelgő estjén, ahol a Fújom a dalt c. dalt dolgozták fel a hazai könnyűzene jeles képviselői között.

2011-ben már érett a zenekarban a saját szerzemények alkotásának gondolata. Ekkoriban kezdték el a zenekar nevét ZUP-ként használni, mivel a hosszabb név már nem illeszkedett az átalakult zenekari profilhoz.

2012 nyara mérföldkő a zenekar életében. Ekkor jelent meg az első kizárólag saját számokat tartalmazó kislemezük Takarásból címmel a hazánkban ritkaságnak számító fizikai formátumban - bakeliten. Az albumon található Mehet tovább c. szerzeményhez még ez év júliusában klipet forgatott a zenekar.

2013 újabb mérföldkő a ZUP életében. Márciusban megjelenik a Füstjelek szélcsendben című 9 számos nagylemez bakeliten és CD-n, melyről az Orom utca 8. azonnal felkerült a Petőfi Rádió TOP30-as listájának 3. helyére. Nyáron két klip is készült az albumhoz. Az első az Orom utca 8-hoz, melyet a Madvision stábja forgatott, a második pedig a Hívatlanhoz készült a zenekar kedves barátja, Walter Marietta révén. A Hívatlan különlegessége, hogy egy duett Szabó Balázs közreműködésével (Szabó Balázs Bandája).

A zenekar második nagylemeze 2014 júliusában jelent meg Huszonvalahányban címmel. 2015-ben léptek fel először a Sziget Fesztiválon.

## Diszkográfia
- Takarásból (EP) - 2012
- Füstjelek szélcsendben (LP) - 2013
- Huszonvalahányban (LP) - 2014

## Tagok
- Farkas Krisztina – ének, billentyű, tangóharmonika, ukulele
- Farkas János – ének, gitár, didgeridoo, banjo
- Gaál Kristóf – basszusgitár, vokál

## Videók és jegyzetek
1. ↑  https://szerzokegyesulete.hu/taglista/tag/220
2. ↑  (mtv.co.hu). [2014. július 28-i dátummal az eredetiből archiválva]. (Hozzáférés: 2013. augusztus 26.)
3. ↑  /Mehet tovább hivatalos videó (youtube.com)
4. ↑  /Orom utca 8. hivatalos videó (youtube.com)
5. ↑  /Hívatlan hivatalos videó (youtube.com)